# Comté de Grand Hume
Le comté de Grand Hume (en anglais : Greater Hume Shire) est une zone d'administration locale située dans l'État de Nouvelle-Galles du Sud en Australie. 

## Géographie
Le comté s'étend sur 5 746 km2 dans la Riverina, au sud de la Nouvelle-Galles du Sud et en limite avec l'État de Victoria.

### Villes et villages
| - Holbrook - Culcairn - Brocklesby - Bungowannah | - Burrumbuttock - Gerogery - Gerogery Ouest - Henty | - Jindera - Morven - Walbundrie - Walla Walla |

## Historique
Il résulte de la fusion en 2004 du comté de Culcairn, de la majorité du comté d'Holbrook et d'une partie du comté d'Hume.

## Démographie
La population s'élevait à 9 815 habitants en 2011 et à 10 351 habitants en 2016.

## Politique et administration

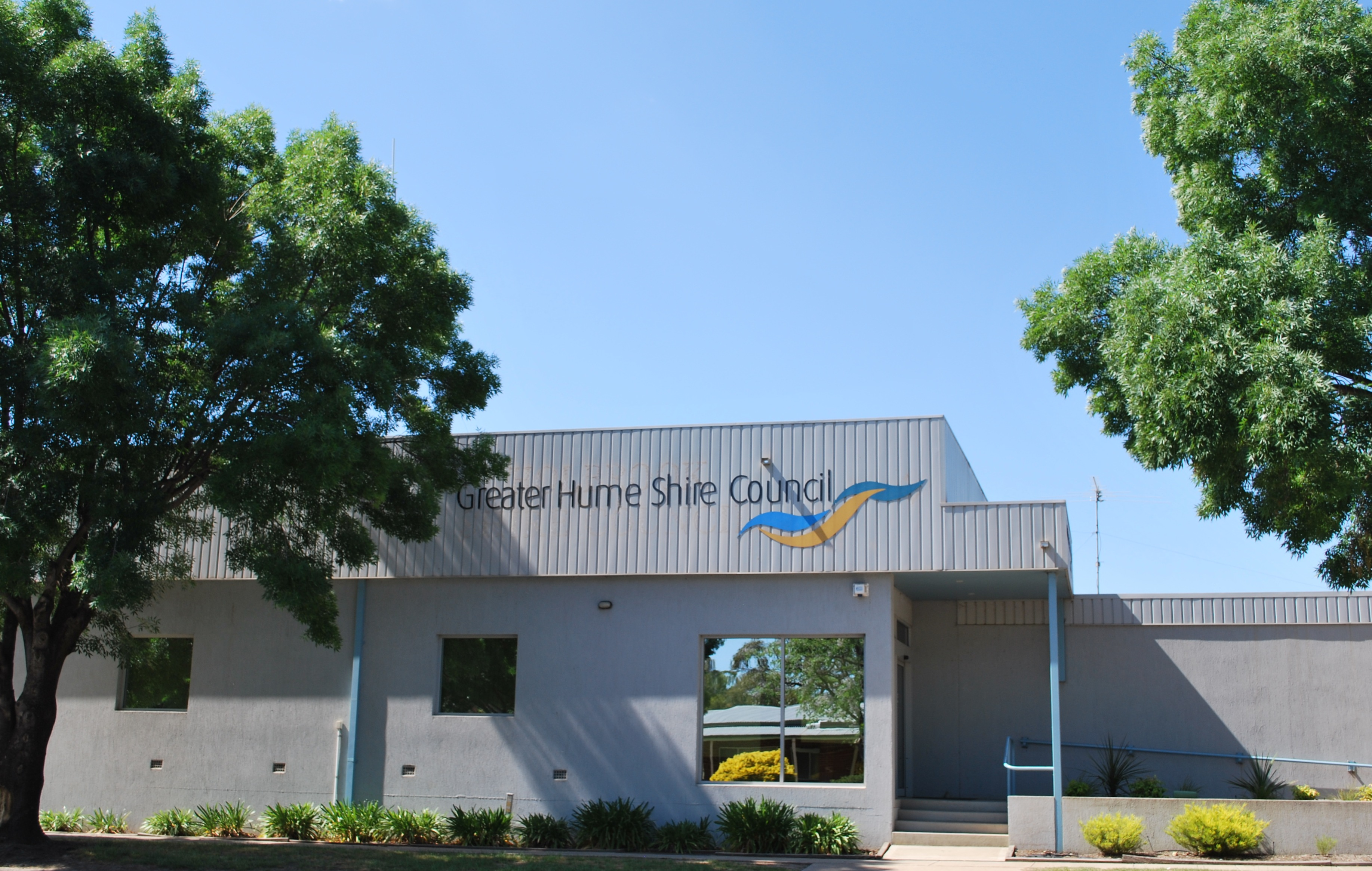
Le siège du conseil à Holbrook.

Le comté comprend trois subdivisions appelées wards. Le conseil comprend neuf membres élus, à raison de trois par ward, pour quatre ans, qui élisent à leur tour le maire. À la suite des élections du 4 décembre 2021, le conseil est formé d'indépendants.

### Liste des maires
| Période         | Période      | Identité       | Étiquette    | Qualité |
| --------------- | ------------ | -------------- | ------------ | ------- |
| 2008            | 2012         | Denise Osborne | Indépendante |         |
| septembre 2012  | janvier 2022 | Heather Wilton | Indépendante |         |
| 11 janvier 2022 | en fonction  | Tony Quinn     | Indépendant  |         |